# 대구한샘초등학교
대구한샘초등학교는 대한민국 대구광역시 달서구에 있는 공립 초등학교이다.

## 연혁
- 2013-01-17 수전설비, 승강기, 태양광설비, 도시가스, 소방시설 완공검사 필
- 2013-01-28 전기공사, 급식 및 방송시설 설치
- 2013-02-04 체육장, 조경, 특별교실 구축 및 수업용 교구, 기자재 구입
- 2013-02-05 내․외부 건축공사 및 설비공사, 학내 전산망 설치
- 2013-02-07 학교 안내 표지판 설치 완료
- 2013-02-12 학교 홈페이지 구축 완료(2013. 3. 1. 홈페이지 오픈)
- 2013-02-13 통합교탁, 수업용 PC, 프로젝션 TV비치, 컴퓨터실, 정보자료실 구축 등 컴퓨터실 비품 계약 완료
- 2013-02-14 학급패찰 설치 및 책걸상, 사물함 구비
- 2013-02-27 급식기구 시운전 및 시식회
- 2013-03-01 초대 윤상백 교장 취임
- 2013-03-04 33학급 편성(유치원 2학급, 특수반 1학급 포함) (대구신월, 유천, 진천, 월배초등학교 학급 축소)
- 2013-03-18 도서구매 입찰 공고
- 2013-06-02 민간참여 컴퓨터실 구축
- 2013-09-05 영어식 리모델링
- 2013-10-02 개교기념식
- 2013-10-04 가을 운동회
- 2013-10-30 교육과정 발표회
- 2014-02-14 제1회 졸업식(남36명, 여42명, 계78명)
- 2014-02-26 보건실 리모델링 및 특별교실 6실 일반교실 전환 리모델링
- 2014-03-01 일반학급 36학급, 특수학급 1학급, 유치원 2학급 편성
- 2014-03-03 2014학년도 입학식
- 2014-03-26 2014학년도 1학기 학교설명회
- 2014-05-02 제2회 개교기념식(개교기념일:5월 4일)
- 2014-07-25 2014 여름방학식
- 2014-09-01 2014 여름방학 개학식
- 2014-09-16 2014학년도 2학기 학교설명회
- 2014-10-02 제2회 한샘 가을 운동회
- 2014-10-08 제1회 한샘 가족 음악회
- 2014-12-19 제2회 한샘 교육과정 발표회
- 2014-12-26 2014 겨울방학식
- 2015-01-30 2014 겨울방학 개학식
- 2015-02-17 제2회 졸업식(남 63명, 여 64명, 계 127명)
- 2015-03-01 일반학급 36학급, 특수학급 1학급, 유치원 2학급 편성
- 2015-03-01 제2대 김연옥 교장 부임
- 2015-03-02 2015학년도 입학식
- 2015-03-25 2015학년도 1학기 학교 설명회
- 2015-05-01 제3회 한샘 봄 운동회, 사랑의 도시락 day
- 2015-06-23 대구한솔초등학교 개교와 함께 분리 이관
- 2015-07-23 2015 여름방학식
- 2015-09-01 2015 여름방학 개학식
- 2015-09-16 2015학년도 2학기 학교설명회
- 2016-09-01 대구용천초등학교 개교와 함께 분리 이관